# ام‌وی پنتالینا
ام‌وی پنتالینا (به انگلیسی: MV Pentalina) یک کشتی است که طول آن ۷۰ متر (۲۳۰ فوت) می‌باشد. این کشتی در سال ۲۰۰۸ ساخته شد.